# Players Championship (Snooker)
Die Players Championship sind ein Ranglistenturnier der Snooker Maintour. 2004 wurden die heutigen Scottish Open unter diesem Namen ausgetragen, sie waren aber keine Vorläuferveranstaltung dieses Turniers.

## Geschichte
2011 wurden die Players Tour Championship als Ranglistenturnier der Maintour etabliert und das Players Tour Championship Grand Finals wurde im The Helix in Dublin, 2012 und 2013 in  Galway ausgetragen. 2014 wurde es in Players Championship Grand Final umbenannt. Der Austragungsort wechselte in den folgenden drei Jahren. 2014 Preston in England, 2015 Bangkok in Thailand und 2016 Manchester in England. 
2017 wurde das Turnier Teil der Players Series und bekam den Namen Players Championship. Die Teilnehmer waren die Top 16 der Saisonrangliste. In den ersten beiden Jahren wurde das Turnier unter dem neuen Namen in Llandudno in Wales ausgetragen, 2019 fand es wieder in Preston statt und 2020 in Southport. Nach einem pandemiebedingten Umzug nach Milton Keynes war ab 2022 Wolverhampton und 2024 Telford Austragungsort.
| Jahr                                                              | Austragungsort                                                    | Sieger                                                            | Ergebnis                                                          | Finalist                                                          | Saison                                                            |                                                                   |
| Players Tour Championship Grand Finals – Ranglistenturnier-Status | Players Tour Championship Grand Finals – Ranglistenturnier-Status | Players Tour Championship Grand Finals – Ranglistenturnier-Status | Players Tour Championship Grand Finals – Ranglistenturnier-Status | Players Tour Championship Grand Finals – Ranglistenturnier-Status | Players Tour Championship Grand Finals – Ranglistenturnier-Status | Players Tour Championship Grand Finals – Ranglistenturnier-Status |
| ----------------------------------------------------------------- | ----------------------------------------------------------------- | ----------------------------------------------------------------- | ----------------------------------------------------------------- | ----------------------------------------------------------------- | ----------------------------------------------------------------- | ----------------------------------------------------------------- |
| 2011                                                              | Dublin – The Helix                                                | Shaun Murphy                                                      | 4:0                                                               | Martin Gould                                                      | 2010/11                                                           |                                                                   |
| 2012                                                              | Galway Bailey Allen Hall (NUI)                                    | Stephen Lee                                                       | 4:0                                                               | Neil Robertson                                                    | 2011/12                                                           |                                                                   |
| 2013                                                              | Galway Bailey Allen Hall (NUI)                                    | Ding Junhui                                                       | 4:3                                                               | Neil Robertson                                                    | 2012/13                                                           |                                                                   |
| Players Championship Grand Final – Ranglistenturnier-Status       |                                                                   |                                                                   |                                                                   |                                                                   |                                                                   |                                                                   |
| 2014                                                              | Preston – Preston Guild Hall                                      | Barry Hawkins                                                     | 4:0                                                               | Gerard Greene                                                     | 2013/14                                                           |                                                                   |
| 2015                                                              | Bangkok – Montien Riverside Hotel                                 | Joe Perry                                                         | 4:3                                                               | Mark Williams                                                     | 2014/15                                                           |                                                                   |
| 2016                                                              | Manchester – Event City                                           | Mark Allen                                                        | 10:6                                                              | Ricky Walden                                                      | 2015/16                                                           |                                                                   |
| Players Championship – Ranglistenturnier-Status                   |                                                                   |                                                                   |                                                                   |                                                                   |                                                                   |                                                                   |
| 2017                                                              | Llandudno Venue Cymru                                             | Judd Trump                                                        | 10:8                                                              | Marco Fu                                                          | 2016/17                                                           |                                                                   |
| 2018                                                              | Llandudno Venue Cymru                                             | Ronnie O’Sullivan                                                 | 10:4                                                              | Shaun Murphy                                                      | 2017/18                                                           |                                                                   |
| 2019                                                              | Preston – Preston Guild Hall                                      | Ronnie O’Sullivan                                                 | 10:4                                                              | Neil Robertson                                                    | 2018/19                                                           |                                                                   |
| 2020                                                              | Southport – Southport Waterfront                                  | Judd Trump                                                        | 10:4                                                              | Yan Bingtao                                                       | 2019/20                                                           |                                                                   |
| 2021                                                              | Milton Keynes – Marshall Arena                                    | John Higgins                                                      | 10:3                                                              | Ronnie O’Sullivan                                                 | 2020/21                                                           |                                                                   |
| 2022                                                              | Wolverhampton Aldersley Leisure Village                           | Neil Robertson                                                    | 10:5                                                              | Barry Hawkins                                                     | 2021/22                                                           |                                                                   |
| 2023                                                              | Wolverhampton Aldersley Leisure Village                           | Shaun Murphy                                                      | 10:4                                                              | Ali Carter                                                        | 2022/23                                                           |                                                                   |
| 2024                                                              | Telford – International Centre                                    | Mark Allen                                                        | 10:8                                                              | Zhang Anda                                                        | 2023/24                                                           |                                                                   |
| 2025                                                              | Telford – International Centre                                    | Kyren Wilson                                                      | 10:9                                                              | Judd Trump                                                        | 2024/25                                                           |                                                                   |